# Vacanze sulla Costa Smeralda
Pour plus de détails, voir Fiche technique et Distribution.
Vacanze sulla Costa Smeralda est un musicarello italien réalisé par Ruggero Deodato et sorti en 1968.

## Synopsis
À Arzachena sur la Costa Smeralda, été 1968. Deux hôteliers se disputent le flux de touristes qui affluent vers les villes de la splendide côte sarde. M. Schiavone, pour attirer les clients dans son Hôtel, engage le présentateur Pippo Sabaudo. En contre-attaque, son rival, le Commendatore Grassu, invite le chanteur Tony Martin dont tombe bientôt amoureuse la fille de Grassu, Gianna.

## Fiche technique
Sauf indication contraire, les informations mentionnées dans cette section peuvent être confirmées par la base de données cinématographiques IMDb,  présente dans la section « Liens externes ».
- Titre original italien : Vacanze sulla Costa Smeralda[2]
- Réalisateur : Ruggero Deodato
- Scénario : Bruno Corbucci, Mario Amendola
- Photographie : Riccardo Pallottini (it)
- Montage : Vincenzo Tomassi (it)
- Musique : Willy Brezza (it)
- Décors : Giorgio Postiglione
- Producteurs : Edmondo Amati (it), Maurizio Amati (it)
- Sociétés de production : Fida Cinematografica
- Pays de production :  Italie
- Langue de tournage : italien
- Format : Couleur par Eastmancolor - Son mono - 35 mm
- Durée : 96 minutes (1 h 36)
- Genre : Musicarello
- Dates de sortie[3] :
  - Italie : 6 décembre 1968

## Distribution
- Francesco Mulè : Antonio Grassu
- Little Tony : Tony Martin
- Tamara Baroni : Barbara
- Silvia Dionisio : Gianna, la fille de Grassu
- Lucio Flauto : Pippo Sabaudo
- Dana Ghia : La femme de Pippo
- Carole Lebel : La secrétaire de Grassu
- Ferruccio Amendola : Nando Nardini
- Aldo Puglisi : Tiberio, le fiancé de Gianna
- Toni Ucci : Schiavone
- Giacomo Furia : Le comptable
- Giuseppe Terranova : Eolo
- Alberto Sorrentino : Un serveur
- Ugo Adinolfi
- Angela Pagano
- Femi Benussi : Marisa
- Mirella Pamphili

## Production
Sur le tournage du film, le réalisateur Ruggero Deodato a rencontré l'actrice Silvia Dionisio avec qui il se mariera peu de temps après.
Little Tony, qui incarne le chanteur Tony Martin, interprète les chansons suivantes : Cuore matto, Prega prega, Gentle on my mind, in 30 secondi.